# Dehes
Dehes, Dēhes, Dahes, Dayhis; war eine ausgedehnte antike Siedlung im Gebiet der Toten Städte im Nordwesten von Syrien. Aus frühbyzantinischer Zeit sind die Reste von zwei Basiliken, zahlreichen Wohngebäuden und Olivenpressen erhalten. Die Ergebnisse der umfassenden Ausgrabungen von Dēhes führten zu einer Kontroverse um die Wirtschaftsformen und die Besiedlungsdauer der Toten Städte insgesamt.

## Lage
Die Ruinenstätte liegt im Gouvernement Idlib auf 606 Metern Höhe im nördlichen Hügelgebiet des Dschebel Barischa, der zum mittleren Bereich des nordsyrischen Kalksteinmassivs gehört. Von der Schnellstraße, die in der Ebene von Dana (Sarmada) aus Richtung Aleppo kommend nach Westen bis nach Antakya führt, zweigt kurz vor dem türkischen Grenzübergang Bab al-Hawa eine Straße nach Süden in die Berge ab. Sie führt zunächst nach Ba'uda und von hier sechs Kilometer westlich, an Dar Qita und Baqirha vorbei nach Barischa. Einen Kilometer vorher zweigt rechts eine Straße ab, die nach etwa einem Kilometer Dēhes erreicht. Von der Straße ab Ba'uda nach Westen Richtung Harim liegt Dēhes zwei Kilometer südöstlich der Abzweigung in Bashmishli. Babisqa und weitere antike Ruinenstätte liegen in der Nähe.
Die Ruinen sind über ein großes Gebiet auf der Hochebene verteilt und befinden sich am nördlichen Rand einer ausgedehnten Ölbaumplantage. Die Umgebung des Ortes ist recht fruchtbar, da sich auf dem ansonsten verkarsteten Plateau mehrere Dolinen gebildet haben, die mit tiefgründigen roten Kalksteinböden (Terra rossa) aufgefüllt sind.

## Forschungsgeschichte

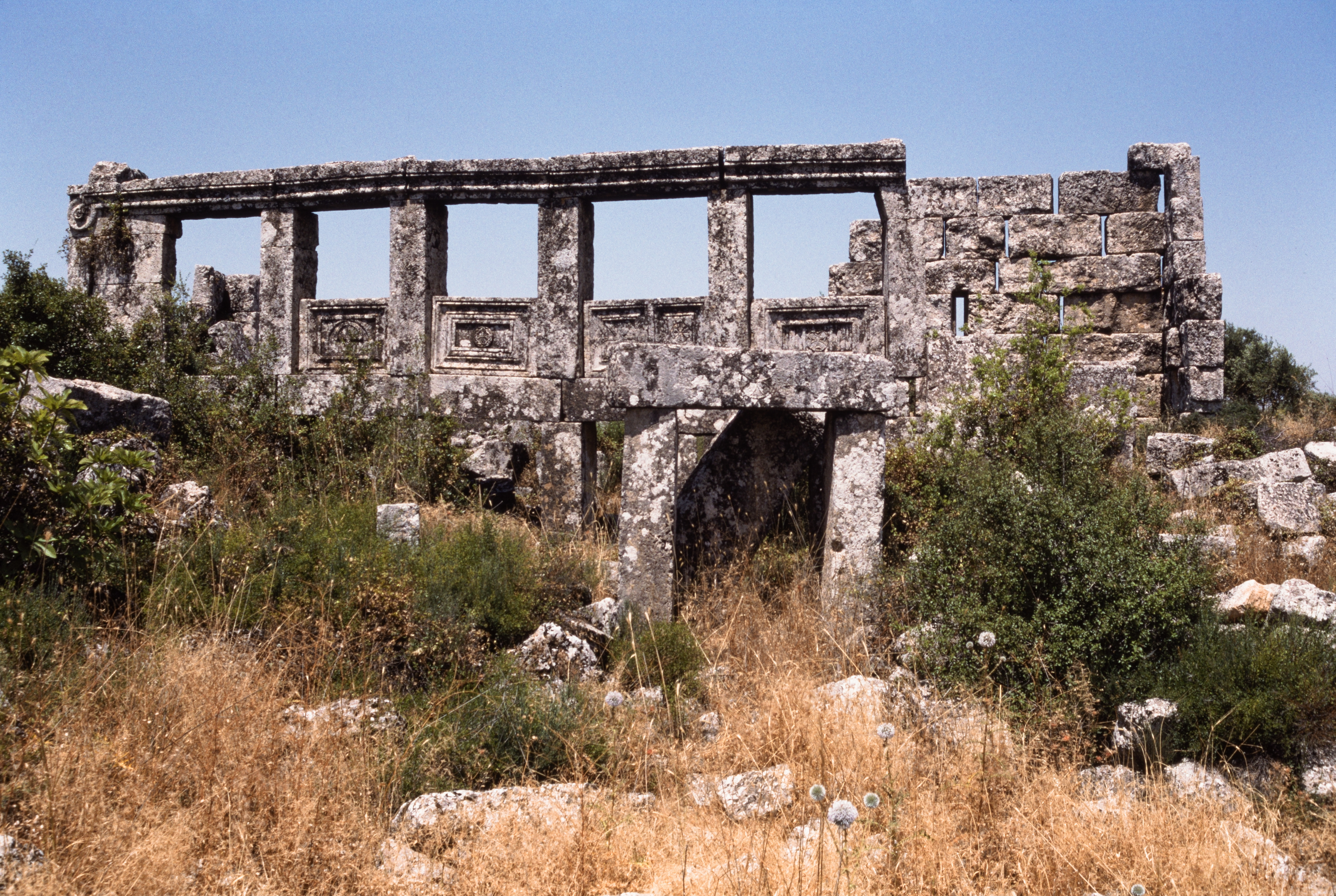
Portikus eines zweigeschossigen Wohnhauses

Melchior de Vogüé verfasste nach seinem Besuch 1861 die erste wissenschaftliche Beschreibung von Dēhes. Während einer Expedition im Auftrag der Princeton University untersuchte Howard Crosby Butler 1899/1900 den Ort und veröffentlichte eine zusammenfassende Beschreibung der Kirchen und Wohngebäude. 1963 und 1966/67 unternahm der Architekt George Tchalenko die ersten detaillierten Untersuchungen, die sämtliche Gebäude erfassten. Eine abschließende Veröffentlichung der Ergebnisse konnte er nicht mehr unternehmen.
Christine Strube bearbeitete ab 1975 die Bauornamentik. Für das Institut français d’archéologie du Proche-Orient begannen 1976 Georges Tate und Jean-Pierre Sodini mit umfangreichen Ausgrabungen in der gesamten Siedlung. Ihr Ziel war, exemplarisch die sozialen, wirtschaftlichen und ökologischen Verhältnisse in den Toten Städten zu erforschen. Sie veröffentlichten ihre Ergebnisse ab 1980. Am gründlich erforschten Beispiel Dēhes und im Vergleich mit 45 weiteren frühbyzantinischen Ruinenstätten formulierte Georges Tate eine Typologie der Siedlungen, nach der es dort entgegen der bisherigen Auffassung allgemein kaum Villen (Residenzen), sondern fast ausschließlich nur einfache Häuser gegeben habe, die von einer überwiegend herrschaftsfreien Gesellschaft von Landarbeitern errichtet worden seien. War Tchalenko von einer Wirtschaftsform der Toten Städte ausgegangen, die zum weit überwiegenden Teil auf der Produktion und dem Export von Olivenöl basiert habe, so relativierte dies Tate mit dem Verweis auf den großen Anteil, den Viehwirtschaft, sowie der Anbau von Getreide und Weintrauben bei den Einkommen gehabt haben müssen.
Während Tchalenko eine Blütezeit der Siedlungen vom 2. bis zum 6. Jahrhundert annahm, fand Tate die Blütezeit auf Mitte 4. bis Mitte 6. Jahrhundert mit dem Schwerpunkt um 500 begrenzt. Obwohl Dēhes bis zum 9. oder 10. Jahrhundert besiedelt war, hätte der wirtschaftliche Niedergang bereits um die Mitte des 6. Jahrhunderts begonnen. Jodi Magness nimmt nachträglich die Ergebnisse der Ausgrabungen von Sodini und Tate in Dēhes zum Ausgangspunkt für ihre eigene Schlussfolgerung, alle in Dēhes freigelegten Häuser seien erst Ende des 6. und im 7. Jahrhundert erbaut worden.

## Geschichte
Im 2. Jahrhundert v. Chr., noch in seleukidischer Zeit bestand bereits eine Siedlung, die in römischer Zeit ausgebaut wurde. Seit dem 1. Jahrhundert n. Chr. wurde auf einer Fläche von etwa 2000 Hektar Landwirtschaft betrieben. Für das 6. Jahrhundert werden etwa 500 Einwohner geschätzt. Die meisten Gebäude stammen aus dem 4. bis 7. Jahrhundert.
Auch nach der islamischen Expansion Anfang des 7. Jahrhunderts bestand die Siedlung weiter und wurde erst im 10. Jahrhundert endgültig verlassen. Ab dem Ende desselben Jahrhunderts lag das Bergland des Dschebel Barischa im Grenzgebiet zwischen dem byzantinischen Antiochia und den verschiedenen muslimischen Herrschern von Aleppo, was sich an Spuren militärischer Besetzung zeigt.

## Ortsbild
Die Reste von 22 oder 40 Ölpressen zeigen die besondere wirtschaftliche Bedeutung des Olivenanbaus. Daneben weisen Futtertröge in den Erdgeschossräumen der Wohnhäuser auf die Viehhaltung hin. Die Häuser waren dicht aneinander gebaut, ohne breite Straßen und nur mit Fußwegen dazwischen. Das Fehlen eines öffentlichen Platzes entsprechend einer Agora in griechisch-römischen Städten und eines Versammlungsgebäudes (Andron), was beides Tchalenko zuvor im Ortsbild erkannt hatte, brachte Tate zu der Einschätzung einer egalitären Gesellschaftsstruktur.
Im Nordosten und im Westen der Siedlung blieben die Ruinen zweier Basiliken aus dem 5. und 6. Jahrhundert erhalten. Mit den vielen Wohnhäusern haben einige unterirdische Grabbauten (Hypogäen) und eine mit einem Tonnengewölbe überdeckte Zisterne überdauert. 700 Meter südlich des Ortes befand sich das Kloster Deir Dēhes.

### Ostkirche

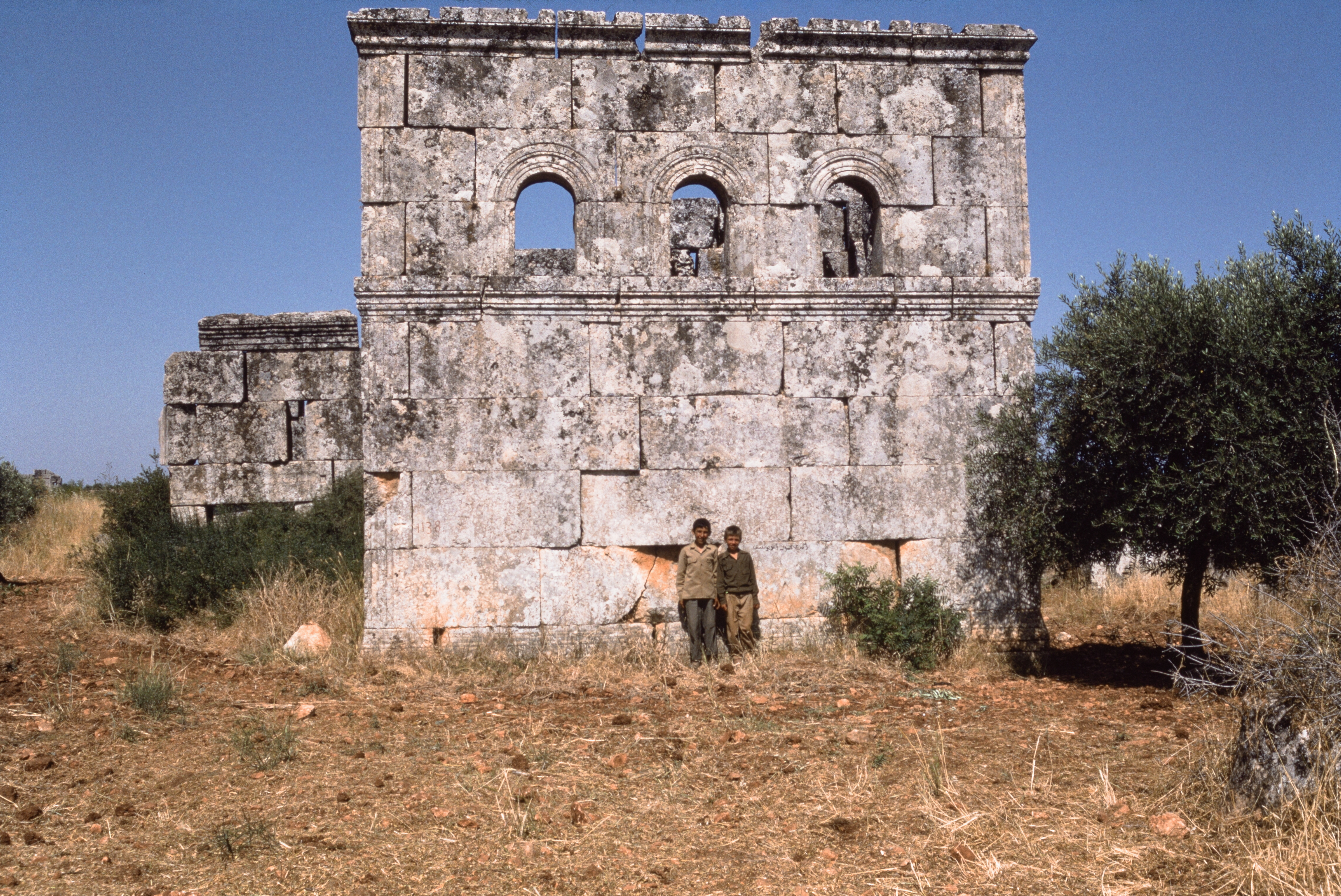
Ostkirche. Ostseite des Baptisteriums

Die dreischiffige Säulenarkadenbasilika besaß in jeder Hochwand des Mittelschiffs fünf Joche und eine trapeziode Altarapsis mit seitlichen Nebenräumen vor der außen gerade abschließenden Ostwand. Der südliche Nebenraum diente als Martyrion (Reliquienkammer). Ein gemauertes Podium in der Mitte des Kirchenraums (Bema) diente als Aufenthaltsort für den Klerus während des Gottesdienstes. In das rechteckige Gebäude führten zwei Eingänge in der südlichen Längswand und zwei Eingänge in der westlichen Giebelwand. Zu einer späteren Zeit wurde an der Südostecke ein Baptisterium angebaut. Diese sehr gut erhaltene Taufkapelle mit einem quadratischen Steinbecken an der Ostseite wurde nach einer Inschrift vom Architekten Yohannan geplant.
Die Nord- und Südwand stehen bis auf einige obere Steinlagen aufrecht, von der Ostfassade blieb nur der untere Bereich übrig. Innen blieben die Seitenwände des Altarraums bis in mittlere Höhe erhalten, desgleichen die Westwand des nördlichen Nebenraums. Den Zugang zum Martyrion bildete ein Rundbogen, von dem sich noch die Pfeiler am Platz befinden. Das gesamte Gebäude wurde mehrfach gründlich umgebaut. Dies zeigen unterschiedliche Mauertechniken und mehrere Baunähte an den Außenwänden.
Einige Säulenkapitelle des Kirchenschiffs zeigen korinthischen Stil mit glatten oder detailliert ausgearbeiteten Akanthusblättern. Auch das erhaltene Kapitell der südöstlichen Pfeilervorlage ist korinthisch mit fein ausgearbeitetem Akanthus. Von der nördlichen Mittelschiffhochwand blieben zwei ionische Kapitelle vollständig und ein drittes als Bruchstück erhalten.
Der Triumphbogen als Abschluss des Altarraums wird von Säulen getragen. Die Gestaltung dieser Motiveinheit verweist auf die Vorbilder Qalb Loze (um 470) und die Phokas-Kirche in Basufan (datiert 492). Die Kapitellformen sind gegenüber der Kirche von Bettir (datiert 471) teilweise schematisch vereinfacht und werden als Weiterentwicklung verstanden. Daher kommt eine Bauzeit am Ende des 5. oder im beginnenden 6. Jahrhundert in Frage.
Die Osttür der Südfassade ist von einem umlaufenden, aufwendig profilierten Rahmen umgeben. Der Türsturz ist in der Mitte durch ein Kreuzmedaillon hervorgehoben. In einen Steinquader neben der Tür ist die Figur eines Styliten eingetieft, die vermutlich wie eine ähnliche Figur an der Westfassade von Qalb Loze Symeon den Älteren darstellt.

### Westkirche

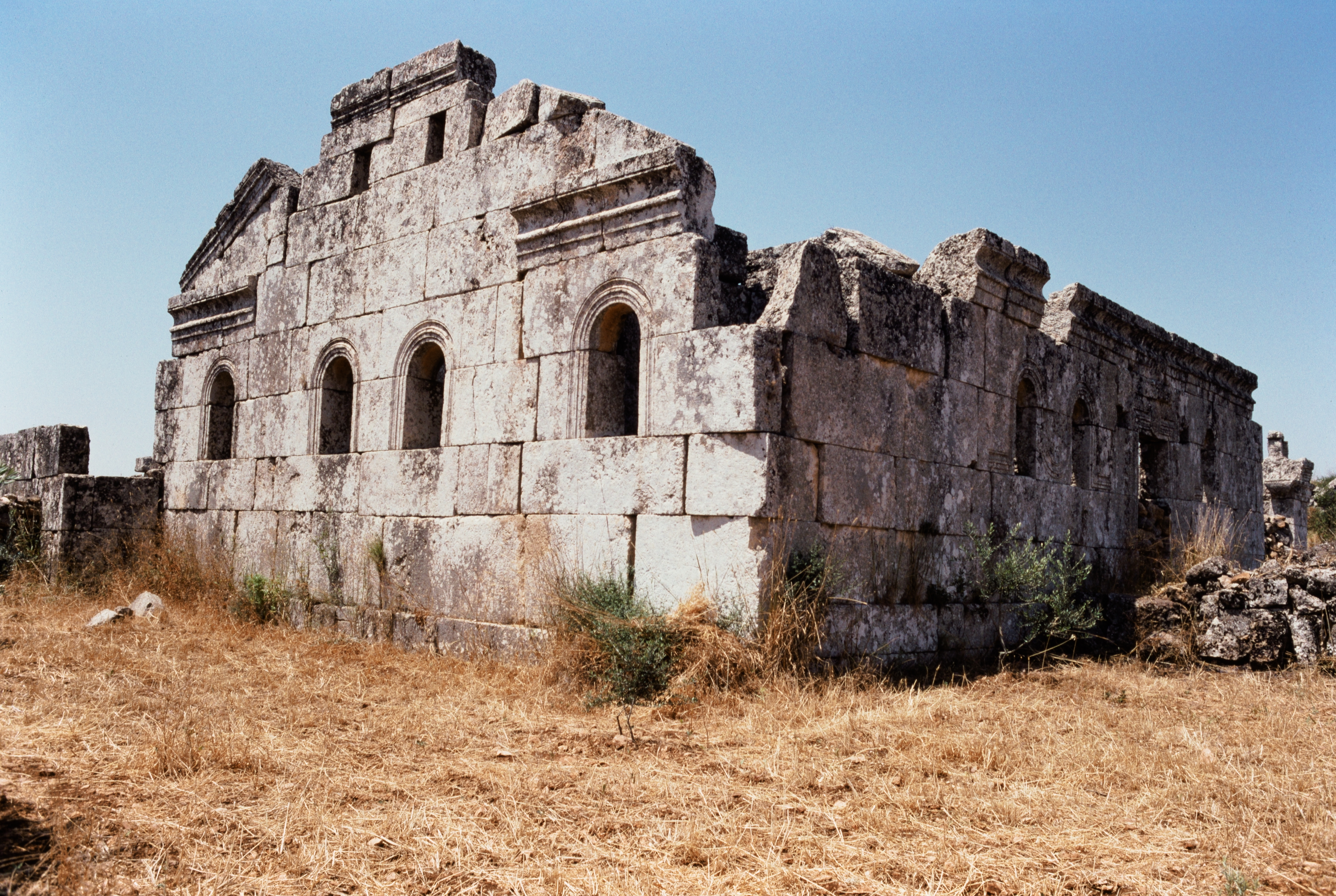
Westkirche von Nordosten

Die dreischiffige Säulenbasilika mit jeweils vier Jochen in jeder Hochwand des Kirchenschiffs schloss ebenfalls mit einer geraden Außenwand im Osten ab. Dahinter lagen eine rechteckige Apsis und zwei seitliche Nebenräume mit dem Martyrion im Süden. Es gab jeweils eine Eingangstür in der Süd-, West- und Nordwand. Am Westgiebel war ein Portikus angebaut, der von vier Säulen getragen wurde. Die Ostfassade ist noch gut erhalten. Sie ist durch vier Rundbogenfenster unten und zwei Rechteckfenster im oberen Teil gegliedert. Die Wand reicht bis zu einzelnen Steinquadern des Dachgesimses. Die nördliche Außenwand ist ebenfalls weitgehend erhalten, dazu der nördliche Apsisnebenraum mit Eingangstür, drei Steinreihen der Westwand und der größte Teil der südlichen Außenwand. Die Hochwände des Mittelschiffs sind eingestürzt, vier Säulenkapitelle aus den Trümmern zeigen den korinthischen Stil mit glattem Akanthus. An den Säulen des Martyrionbogens befanden sich Kapitelle mit feingliedrigen Akanthusblättern und Kelchblättern mit langen Sprossenachsen (Caules). Die Kapitelle am Triumphbogen und vier der sechs aufgefundenen Portikuskapitelle waren ebenso im feingliedrigen korinthischen Stil gearbeitet.
Die im Detail unterschiedlichen Rahmenprofile der Außentüren bestehen aus einer Abfolge von glatten Leisten, Bandgeflecht mit Perlenreihe, einer Hohlkehle und außen einem Wulstprofil. Auf dem Sturz der Südtür ist ein Medaillon mit acht Strahlen abgebildet, die von einem Kranz aus Rauten, Lorbeer und runden Scheiben umrahmt werden. Insgesamt entspricht die aufwendige Ornamentik der wirtschaftlichen Blütezeit des 6. Jahrhunderts. Die Westkirche wird von Christine Strube um 530 datiert.

### Deir Dehes
„Deir“ war die syrischsprachige Bezeichnung im Nahen Osten für Klöster vor der arabischen Eroberung. Vom ehemaligen Klosterkomplex sind ein freistehender Turm, die Reste einer Kirche und eines Pandocheions (Pilgerherberge) übriggeblieben. Das Kloster wurde von Jean-Luc Biscop untersucht und 1997 in einer Monografie dargestellt. Er unterscheidet eine erste Bauzeit Ende 4. oder Anfang 5. Jahrhundert von zwei späteren Umbauphasen, wobei im 6. Jahrhundert die Gesamtanlage vollständig umstrukturiert wurde.
Die Kirche war eine Säulenarkadenbasilika mit einem rechteckigen Altarraum und seitlichen Nebenräumen bei einer geraden Ostwand. Sie besaß eine Eingangstür im Westen und jeweils zwei Türen in der Nord- und Südfassade. Die Mittelschiffwände wurden jeweils von vier Säulen getragen. Nur einfache Profile umgaben die Türen im Süden und Westen, der Rundbogen an der Apsis war glatt und trug keine Ornamente. Die Stirnseite des Martyrionbogens (Archivolte) setzte sich relativ einfach aus einer oberen Leiste, einem geschwungenen Kymation und zwei Streifen (Fascien) zusammen. Die vollzählig erhaltenen Säulenkapitelle werden der toskanischen, korinthischen, korinthisierenden und ionischen Ordnung zugerechnet.